# Cyclaulacidea adairae
Cyclaulacidea adairae är en stekelart som beskrevs av Leathers 2005. Cyclaulacidea adairae ingår i släktet Cyclaulacidea och familjen bracksteklar. Inga underarter finns listade i Catalogue of Life.